# هلبة اي (زيرراه)
هلبة اي (بالفارسية: هلپه‌ای) هي قرية تقع في إيران في قسم زيرراه الريفي. يقدر عدد سكانها بـ 1,455 نسمة .